# BTE 19 und 2 (Zweitbesetzung)
Die Lokomotiven BTE 19 und 2II der Brölthaler Eisenbahn-Actien-Gesellschaft (BTE) waren schmalspurige vierachsige Mallet-Verbundlokomotiven, die von der Lokomotivfabrik Jung 1902 und 1914 gebaut wurden.
Die 1914 gebaute 2II versah ihren Dienst bis 1935 bei der Bröhltalbahn und wurde ausgemustert. Die 19 kam 1941 nach Oberschlesien und wurde um 1971 verschrottet.

## Geschichte
Bei ständig steigenden Zuglasten reichten die Zugkräfte der als Stammlokomotiven verwendeten BTE 6 bis 13 nicht mehr aus. Auf der Grundlage einer 1899 an die Gartetalbahn gelieferten Malletlokomotive bestellte die Bröltalbahn bei der Lokomotivfabrik Jung eine solche Maschine. Sie wurde 1902 mit der Fabriknummer 594 geliefert und erhielt die Betriebsnummer 19.
Wegen des sehr engen Lichtraumprofiles musste die Lokomotive schmaler als die Musterlokomotive der Gartetalbahn gebaut werden. Dadurch verringerten sich die Vorräte an Wasser und Kohle. 1914 wurde eine weitgehend gleiche Lokomotive mit der Fabriknummer 2175 ausgeliefert, sie erhielt die Betriebsnummer 2 in zweiter Besetzung, diese Lokomotive wurde schon 1935 ausgemustert.
Die Lokomotive 19 hatte im Jahr 1938 einen Zusammenstoß mit dem Triebwagen T1, wurde instand gesetzt und 1941 als Werkslokomotive an einen Betrieb in Oberschlesien verkauft, der am Oberschlesischen Schmalspurnetz angeschlossen war. Nach dem Zweiten Weltkrieg verblieb die Lok in Polen und wurde um 1971 verschrottet.

## Konstruktion
Die Lokomotiven waren eine Malletkonstruktion, sie besaßen das Hochdrucktriebwerk im Rahmen, der als Außenrahmen ausgeführt war, sowie das Niederdrucktriebwerk im vorderen Drehgestell, es war mit einem Innenrahmen ausgelegt. Ursprünglich waren die Kohlenvorräte in den seitlichen Kästen vor dem Führerhaus untergebracht. Zu einem nicht bekannten Zeitpunkt wurde der Kohlenkasten hinter das Führerhaus verlegt. Dazu wurde der Rahmen nach hinten verlängert.